# Liste des monuments historiques de Meulebeke
Cette page regroupe l'ensemble des monuments classés de la ville belge de Meulebeke.
| Objet | Statut du classement? | Année de construction/architecte | Section communale | Adresse                     | Coordonnées                      | Numéro d'inventaire | Illustration                                                                                      |
| --- | --------------------- | -------------------------------- | ----------------- | --------------------------- | -------------------------------- | ------------------- | ------------------------------------------------------------------------------------------------- |
| (nl) Willy Carpentier Houtindustrie, bedrijf met woonhuis gebouwd in 1941                                                       |                       |                                  | Meulebeke         | Abeeldreef 15               | 50° 57′ 02″ nord, 3° 16′ 53″ est | 89983               | Téléverser                                                                                        |
| (nl) Breedhuis, voormalig Café des Voyageurs                                                                                    |                       |                                  | Meulebeke         | Achtste Linielaan 13        | 50° 57′ 09″ nord, 3° 17′ 06″ est | 89984               | Téléverser                                                                                        |
| (nl) Voormalig Café de la Station of De Statie, thans jeugdhuis 't Vraagteken                                                   |                       |                                  | Meulebeke         | Achtste Linielaan 13        | 50° 57′ 09″ nord, 3° 17′ 06″ est | 89985               | Téléverser                                                                                        |
| (nl) Voormalig stationsgebouw gebouwd in 1854                                                                                   |                       |                                  | Meulebeke         | Achtste Linielaan           | 50° 57′ 10″ nord, 3° 17′ 05″ est | 89986               | Téléverser                                                                                        |
| (nl) Gedenkteken voor de militaire slachtoffers van de 9de Compagnie van het 8ste Linieregiment - Tweede Wereldoorlog           |                       |                                  | Meulebeke         | Achtste Linielaan           |                                  | 89987               | Téléverser                                                                                        |
| (nl) Vrijstaande eengezinswoning                                                                                                |                       |                                  | Meulebeke         | Astridlaan 18               | 50° 56′ 53″ nord, 3° 16′ 57″ est | 89988               | Téléverser                                                                                        |
| (nl) Half vrijstaand boerenhuisje                                                                                               |                       |                                  | Meulebeke         | Astridlaan 41               | 50° 56′ 53″ nord, 3° 17′ 08″ est | 89989               | Téléverser                                                                                        |
| (nl) Kapel van Onze-Lieve-Vrouw van Fatima                                                                                      |                       |                                  | Meulebeke         | Astridlaan                  | 50° 56′ 52″ nord, 3° 17′ 04″ est | 89990               | Téléverser                                                                                        |
| (nl) Hoeve met oudere kern |                       |                                  | Meulebeke         | Aststraat                   | 50° 56′ 13″ nord, 3° 18′ 46″ est | 89991               | Téléverser                                                                                        |
| (nl) Hoeve |                       |                                  | Meulebeke         | Aststraat 4                 | 50° 56′ 11″ nord, 3° 18′ 49″ est | 89992               | Téléverser                                                                                        |
| (nl) Freinetschool De Koorddanser                                                                                               |                       |                                  | Meulebeke         | Baljuw Vermeulenstraat 1    | 50° 57′ 05″ nord, 3° 17′ 24″ est | 89993               | Téléverser                                                                                        |
| (nl) Kloostergebouw |                       |                                  | Meulebeke         | Baljuw Vermeulenstraat 3    | 50° 57′ 03″ nord, 3° 17′ 25″ est | 89994               | Téléverser                                                                                        |
| (nl) Kleine villa in omhaagde tuin                                                                                              |                       |                                  | Meulebeke         | Baronielaan 22              | 50° 56′ 52″ nord, 3° 16′ 38″ est | 89995               | Téléverser                                                                                        |
| (nl) Kasteel Ter Borcht | Oui                   |                                  | Meulebeke         | Baronielaan 27              | 50° 56′ 47″ nord, 3° 16′ 44″ est | 89996               | Téléverser                                                                                        |
| (nl) Kasteel Ter Borcht | Oui                   |                                  | Meulebeke         | Baronielaan 29              | 50° 56′ 47″ nord, 3° 16′ 44″ est | 89996               | Téléverser                                                                                        |
| (nl) Ensemble van drie werkmanshuisjes                                                                                          |                       |                                  | Meulebeke         | Bekaertsdreef 5             | 50° 57′ 24″ nord, 3° 17′ 34″ est | 89997               | Téléverser                                                                                        |
| (nl) Ensemble van drie werkmanshuisjes                                                                                          |                       |                                  | Meulebeke         | Bekaertsdreef 7             | 50° 57′ 24″ nord, 3° 17′ 34″ est | 89997               | Téléverser                                                                                        |
| (nl) Begraafplaats van de Sint-Antoniusparochie of de wijk 't Veld                                                              |                       |                                  | Meulebeke         | Bloemgatstraat              | 50° 57′ 38″ nord, 3° 14′ 29″ est | 89998               | Téléverser                                                                                        |
| (nl) Gerenoveerde historische hoeve                                                                                             |                       |                                  | Meulebeke         | Bonestraat 80               | 50° 57′ 14″ nord, 3° 18′ 17″ est | 89999               | Téléverser                                                                                        |
| (nl) Hoeve |                       |                                  | Meulebeke         | Bonestraat 82               | 50° 57′ 14″ nord, 3° 18′ 20″ est | 90000               | Téléverser                                                                                        |
| (nl) Hoeve |                       |                                  | Meulebeke         | Bonestraat 92               | 50° 57′ 16″ nord, 3° 19′ 03″ est | 90001               | Téléverser                                                                                        |
| (nl) Wegkruis |                       |                                  | Meulebeke         | Bonestraat                  | 50° 57′ 22″ nord, 3° 19′ 19″ est | 90002               | Téléverser                                                                                        |
| (nl) Bakstenen brugje over de Devebeek                                                                                          |                       |                                  | Meulebeke         | Bosterhoutstraat            | 50° 57′ 43″ nord, 3° 17′ 30″ est | 90003               | Téléverser                                                                                        |
| (nl) Boomkapelletje |                       |                                  | Meulebeke         | Bosterhoutstraat            | 50° 58′ 14″ nord, 3° 17′ 54″ est | 90004               | Téléverser                                                                                        |
| (nl) Hoeve |                       |                                  | Meulebeke         | Bosweg 33                   | 50° 57′ 05″ nord, 3° 14′ 25″ est | 90005               | Téléverser                                                                                        |
| (nl) Voormalige herberg De Groene Linde                                                                                         |                       |                                  | Meulebeke         | Bruggesteenweg 9            | 50° 57′ 01″ nord, 3° 14′ 47″ est | 90006               | Téléverser                                                                                        |
| (nl) Woonhuis |                       |                                  | Meulebeke         | Bruggesteenweg 22           | 50° 56′ 58″ nord, 3° 14′ 50″ est | 90007               | Téléverser                                                                                        |
| (nl) Voormalige 19de-eeuwse Veldschool                                                                                          |                       |                                  | Meulebeke         | Bruggesteenweg 27           | 50° 57′ 09″ nord, 3° 14′ 45″ est | 90008               | Téléverser                                                                                        |
| (nl) Voormalige vlasfabriek met zwingelarij en roterij                                                                          |                       |                                  | Meulebeke         | Bruggesteenweg              | 50° 57′ 34″ nord, 3° 14′ 40″ est | 90009               | Téléverser                                                                                        |
| (nl) Villa |                       |                                  | Meulebeke         | Bruggesteenweg 87           | 50° 57′ 46″ nord, 3° 14′ 38″ est | 90010               | Téléverser                                                                                        |
| (nl) Voormalige vlashandelaarswoningen                                                                                          |                       |                                  | Meulebeke         | Bruggesteenweg 102          | 50° 57′ 44″ nord, 3° 14′ 41″ est | 90011               | Téléverser                                                                                        |
| (nl) Voormalige vlashandelaarswoningen                                                                                          |                       |                                  | Meulebeke         | Bruggesteenweg 104          | 50° 57′ 44″ nord, 3° 14′ 41″ est | 90011               | Téléverser                                                                                        |
| (nl) Voormalige stoommaalderij en -zagerij                                                                                      |                       |                                  | Meulebeke         | Bruggesteenweg 118          | 50° 57′ 48″ nord, 3° 14′ 40″ est | 90012               | Téléverser                                                                                        |
| (nl) Calvariekruis aan de toegangsweg naar het Provinciaal Domein 't Veld (Ardooie) en het kasteel van Ardooie                  |                       |                                  | Meulebeke         | Bruggesteenweg              |                                  | 90013               | Téléverser                                                                                        |
| (nl) Voormalige driewoonst met bijgebouwen                                                                                      |                       |                                  | Meulebeke         | Buysveldstraat 11           | 50° 57′ 27″ nord, 3° 20′ 24″ est | 90014               | Téléverser                                                                                        |
| (nl) Voormalig molenaarhuis behorend bij de *Herentmolen                                                                        |                       |                                  | Meulebeke         | Buysveldstraat 15           | 50° 57′ 14″ nord, 3° 20′ 25″ est | 90015               | Téléverser                                                                                        |
| (nl) Hoeve |                       |                                  | Meulebeke         | Elbestraat 22               | 50° 57′ 34″ nord, 3° 16′ 34″ est | 90016               | Téléverser                                                                                        |
| (nl) Chicorei-ast |                       |                                  | Meulebeke         | Elbestraat                  | 50° 57′ 32″ nord, 3° 16′ 33″ est | 90017               | Téléverser                                                                                        |
| (nl) Kapel van Onze-Lieve-Vrouw Onbevlekte Ontvangenis, ook gekend als kapel van de familie Perneel                             |                       |                                  | Meulebeke         | Elbestraat                  |                                  | 90018               | Téléverser                                                                                        |
| (nl) Hoeve met 20ste-eeuwse hoevegebouwen                                                                                       |                       |                                  | Meulebeke         | Elbestraat 46               | 50° 57′ 41″ nord, 3° 15′ 16″ est | 90019               | Téléverser                                                                                        |
| (nl) Wegkruis, ook gekend als Verhaeghes kruis                                                                                  |                       |                                  | Meulebeke         | Elbestraat                  | 50° 57′ 41″ nord, 3° 15′ 03″ est | 90020               | Téléverser                                                                                        |
| (nl) Huizenrij van voormalige weverswoningen                                                                                    |                       |                                  | Meulebeke         | Fabriekstraat 1             | 50° 57′ 15″ nord, 3° 17′ 08″ est | 90021               | Téléverser                                                                                        |
| (nl) Huizenrij van voormalige weverswoningen                                                                                    |                       |                                  | Meulebeke         | Fabriekstraat 11            | 50° 57′ 15″ nord, 3° 17′ 08″ est | 90021               | Téléverser                                                                                        |
| (nl) Huizenrij van voormalige weverswoningen                                                                                    |                       |                                  | Meulebeke         | Fabriekstraat 13            | 50° 57′ 15″ nord, 3° 17′ 08″ est | 90021               | Téléverser                                                                                        |
| (nl) Huizenrij van voormalige weverswoningen                                                                                    |                       |                                  | Meulebeke         | Fabriekstraat 15            | 50° 57′ 15″ nord, 3° 17′ 08″ est | 90021               | Téléverser                                                                                        |
| (nl) Huizenrij van voormalige weverswoningen                                                                                    |                       |                                  | Meulebeke         | Fabriekstraat 17            | 50° 57′ 15″ nord, 3° 17′ 08″ est | 90021               | Téléverser                                                                                        |
| (nl) Huizenrij van voormalige weverswoningen                                                                                    |                       |                                  | Meulebeke         | Fabriekstraat 19            | 50° 57′ 15″ nord, 3° 17′ 08″ est | 90021               | Téléverser                                                                                        |
| (nl) Huizenrij van voormalige weverswoningen                                                                                    |                       |                                  | Meulebeke         | Fabriekstraat 3             | 50° 57′ 15″ nord, 3° 17′ 08″ est | 90021               | Téléverser                                                                                        |
| (nl) Huizenrij van voormalige weverswoningen                                                                                    |                       |                                  | Meulebeke         | Fabriekstraat 5             | 50° 57′ 15″ nord, 3° 17′ 08″ est | 90021               | Téléverser                                                                                        |
| (nl) Huizenrij van voormalige weverswoningen                                                                                    |                       |                                  | Meulebeke         | Fabriekstraat 7             | 50° 57′ 15″ nord, 3° 17′ 08″ est | 90021               | Téléverser                                                                                        |
| (nl) Huizenrij van voormalige weverswoningen                                                                                    |                       |                                  | Meulebeke         | Fabriekstraat 9             | 50° 57′ 15″ nord, 3° 17′ 08″ est | 90021               | Téléverser                                                                                        |
| (nl) Restant van enkele werkmanshuizen                                                                                          |                       |                                  | Meulebeke         | Gentstraat 3                | 50° 56′ 56″ nord, 3° 17′ 26″ est | 90022               | Téléverser                                                                                        |
| (nl) Vrijstaand herenhuis in tuin                                                                                               |                       |                                  | Meulebeke         | Gentstraat 15               | 50° 56′ 56″ nord, 3° 17′ 30″ est | 90023               | Téléverser                                                                                        |
| (nl) Onze-Lieve-Vrouwekapel |                       |                                  | Meulebeke         | Gentstraat                  | 50° 56′ 55″ nord, 3° 17′ 31″ est | 90024               | Téléverser                                                                                        |
| (nl) Interbellumwoonhuis |                       |                                  | Meulebeke         | Gentstraat 17               | 50° 56′ 55″ nord, 3° 17′ 32″ est | 90025               | Téléverser                                                                                        |
| (nl) Half vrijstaand interbellumwoonhuis                                                                                        |                       |                                  | Meulebeke         | Gentstraat 40               | 50° 56′ 53″ nord, 3° 17′ 39″ est | 90026               | Téléverser                                                                                        |
| (nl) Interbellumwoonhuis |                       |                                  | Meulebeke         | Gentstraat 80               | 50° 56′ 52″ nord, 3° 17′ 55″ est | 90027               | Téléverser                                                                                        |
| (nl) Onze-Lieve-Vrouwekapel |                       |                                  | Meulebeke         | Gentstraat                  | 50° 56′ 53″ nord, 3° 17′ 56″ est | 90028               | Téléverser                                                                                        |
| (nl) Vrijstaande eengezinswoning                                                                                                |                       |                                  | Meulebeke         | Gentstraat 148              | 50° 56′ 57″ nord, 3° 18′ 50″ est | 90029               | Téléverser                                                                                        |
| (nl) Vrijstaande eengezinswoning                                                                                                |                       |                                  | Meulebeke         | Gentstraat 164              | 50° 56′ 59″ nord, 3° 19′ 01″ est | 90030               | Téléverser                                                                                        |
| (nl) Neogotische kapel van Onze-Lieve-Vrouw van Weedom, ook kapel van Onze-Lieve-Vrouw van Smerten of Dendauws kapelle genoemd  |                       |                                  | Meulebeke         | Gentstraat                  |                                  | 90031               | Téléverser                                                                                        |
| (nl) Hoeve |                       |                                  | Meulebeke         | Gentstraat 206              | 50° 56′ 56″ nord, 3° 20′ 15″ est | 90032               | Téléverser                                                                                        |
| (nl) Beeldbepalend complex van voormalige vlashandelaarswoningen                                                                |                       |                                  | Meulebeke         | Gentstraat 216              | 50° 57′ 08″ nord, 3° 20′ 36″ est | 90033               | Téléverser                                                                                        |
| (nl) Beeldbepalend complex van voormalige vlashandelaarswoningen                                                                |                       |                                  | Meulebeke         | Gentstraat 218              | 50° 57′ 08″ nord, 3° 20′ 36″ est | 90033               | Téléverser                                                                                        |
| (nl) Neogotische Onze-Lieve-Vrouwekapel, ook gekend als kapel van Onze-Lieve-Vrouw van Troost of Allaerts kapelle               |                       |                                  | Meulebeke         | Gentstraat                  |                                  | 90034               | Téléverser                                                                                        |
| (nl) Herentmolen | Oui                   |                                  | Meulebeke         | Gentstraat 307              | 50° 57′ 11″ nord, 3° 20′ 30″ est | 90035               | Téléverser                                                                                        |
| (nl) Gedenkteken voor de militaire en burgerlijke slachtoffers en de opgeëisten - Eerste en Tweede Wereldoorlog                 |                       |                                  | Meulebeke         | Goethalsplaats              |                                  | 90036               | Téléverser                                                                                        |
| (nl) Eclectisch woonwinkelpand                                                                                                  |                       |                                  | Meulebeke         | Goethalsplaats 5            | 50° 57′ 01″ nord, 3° 17′ 12″ est | 90037               | Téléverser                                                                                        |
| (nl) Half vrijstaand burgerhuis                                                                                                 |                       |                                  | Meulebeke         | Goethalsplaats 8            | 50° 57′ 02″ nord, 3° 17′ 10″ est | 90038               | Téléverser                                                                                        |
| (nl) Tweewoonst |                       |                                  | Meulebeke         | Goethalsplaats 13           | 50° 57′ 03″ nord, 3° 17′ 12″ est | 90039               | Téléverser                                                                                        |
| (nl) Laatclassicistisch herenhuis met tuin                                                                                      |                       |                                  | Meulebeke         | Goethalsplaats 16           | 50° 57′ 02″ nord, 3° 17′ 16″ est | 90041               | Téléverser                                                                                        |
| (nl) Kapel toegewijd aan Onze-Lieve-Vrouw van La Salette, tevens gekend als Verhelst kapelle of Boones kapel                    |                       |                                  | Meulebeke         | Groenstraat                 |                                  | 90042               | Téléverser                                                                                        |
| (nl) Hoeve |                       |                                  | Meulebeke         | Groenstraat 15              | 50° 57′ 51″ nord, 3° 18′ 20″ est | 90043               | Téléverser                                                                                        |
| (nl) Kapel opgedragen aan Onze-Lieve-Vrouw Troost in Nood, in de volksmond Hollebekes kapel                                     |                       |                                  | Meulebeke         | Haandeput                   | 50° 57′ 48″ nord, 3° 18′ 36″ est | 90044               | Téléverser                                                                                        |
| (nl) Kapel in de volksmond Goemaeres kapel genoemd                                                                              |                       |                                  | Meulebeke         | Heirentstraat               | 50° 57′ 19″ nord, 3° 20′ 28″ est | 90045               | Téléverser                                                                                        |
| (nl) Voormalige vlasfabriek met warmwaterroterij en vlasschuur                                                                  |                       |                                  | Meulebeke         | Heirentstraat 4             | 50° 57′ 17″ nord, 3° 20′ 29″ est | 90046               | Téléverser                                                                                        |
| (nl) Hoeve |                       |                                  | Meulebeke         | Heirentstraat 6             | 50° 57′ 25″ nord, 3° 20′ 42″ est | 90047               | Téléverser                                                                                        |
| (nl) Hoeve met 19de-eeuwse gebouwen                                                                                             |                       |                                  | Meulebeke         | Hondekerkhofstraat 7        | 50° 56′ 40″ nord, 3° 18′ 55″ est | 90048               | Téléverser                                                                                        |
| (nl) Laatclassicistisch hoekpand                                                                                                |                       |                                  | Meulebeke         | Markt 13                    | 50° 57′ 01″ nord, 3° 17′ 19″ est | 90049               | Téléverser                                                                                        |
| (nl) Kelder van de voormalige 19de-eeuwse brouwerij Le Damier of Het Damberd, later gekend als brouwerij Goethals               |                       |                                  | Meulebeke         | Hoogstraat                  |                                  | 90050               | Téléverser                                                                                        |
| (nl) Hoeve |                       |                                  | Meulebeke         | Hulstboomstraat 2           | 50° 57′ 30″ nord, 3° 19′ 22″ est | 90051               | Téléverser                                                                                        |
| (nl) Eenlaagswoningen |                       |                                  | Meulebeke         | Hulstboomstraat 9           | 50° 57′ 34″ nord, 3° 19′ 31″ est | 90052               | Téléverser                                                                                        |
| (nl) Hof ten Driessche, historische, oorspronkelijk omwalde hoeve                                                               |                       |                                  | Meulebeke         | Hulsveldedreef 1            | 50° 55′ 56″ nord, 3° 18′ 04″ est | 90053               | Téléverser                                                                                        |
| (nl) Wegkruis |                       |                                  | Meulebeke         | Ingelmunstersteenweg        | 50° 56′ 48″ nord, 3° 16′ 32″ est | 90054               | Téléverser                                                                                        |
| (nl) Hoeve |                       |                                  | Meulebeke         | Ingelmunstersteenweg 6      | 50° 56′ 34″ nord, 3° 16′ 31″ est | 90055               | Téléverser                                                                                        |
| (nl) Brug over de Oude Devebeek                                                                                                 |                       |                                  | Meulebeke         | Ingelmunstersteenweg        | 50° 56′ 40″ nord, 3° 16′ 36″ est | 90056               | Téléverser                                                                                        |
| (nl) Woonhuis |                       |                                  | Meulebeke         | Kapellestraat 77            | 50° 56′ 46″ nord, 3° 17′ 09″ est | 90057               | Téléverser                                                                                        |
| (nl) Bivakhuis De Miere |                       |                                  | Meulebeke         | Kapellestraat 116           | 50° 56′ 29″ nord, 3° 16′ 51″ est | 90058               | Téléverser                                                                                        |
| (nl) Kapel van Onze-Lieve-Vrouw van Altijddurende Bijstand, in de volksmond ook gekend als kapel Onze-Lieve-Vrouw van Tertentee | Oui                   |                                  | Meulebeke         | Kapellestraat               |                                  | 90059               | Téléverser                                                                                        |
| (nl) Kaarshuis |                       |                                  | Meulebeke         | Kapellestraat               | 50° 56′ 30″ nord, 3° 16′ 55″ est | 90060               | Téléverser                                                                                        |
| (nl) Kapelhuis met winkeltje en café voor de bedevaarders                                                                       |                       |                                  | Meulebeke         | Kapellestraat 171           | 50° 56′ 30″ nord, 3° 16′ 58″ est | 90061               | Téléverser                                                                                        |
| (nl) Herberg Het Vlaamsch Huis met cinemazaal                                                                                   |                       |                                  | Meulebeke         | Karel van Manderstraat 1    | 50° 56′ 59″ nord, 3° 17′ 22″ est | 90062               | Téléverser                                                                                        |
| (nl) Achterin gelegen villa in cottagestijl                                                                                     |                       |                                  | Meulebeke         | Karel van Manderstraat 12   | 50° 56′ 59″ nord, 3° 17′ 26″ est | 90063               | Téléverser                                                                                        |
| (nl) Achterin gelegen villa in cottagestijl                                                                                     |                       |                                  | Meulebeke         | Karel van Manderstraat 14   | 50° 56′ 59″ nord, 3° 17′ 26″ est | 90063               | Téléverser                                                                                        |
| (nl) Voormalige schoolkapel |                       |                                  | Meulebeke         | Karel van Manderstraat      | 50° 57′ 01″ nord, 3° 17′ 26″ est | 90064               | Téléverser                                                                                        |
| (nl) Voormalige beheerderswoning van de brouwerij Vondel                                                                        |                       |                                  | Meulebeke         | Karel van Manderstraat 24   | 50° 57′ 00″ nord, 3° 17′ 27″ est | 90065               | Téléverser                                                                                        |
| (nl) Eenheidsbebouwing |                       |                                  | Meulebeke         | Karel van Manderstraat 25   | 50° 57′ 02″ nord, 3° 17′ 27″ est | 90066               | Téléverser                                                                                        |
| (nl) Eenheidsbebouwing |                       |                                  | Meulebeke         | Karel van Manderstraat 27   | 50° 57′ 02″ nord, 3° 17′ 27″ est | 90066               | Téléverser                                                                                        |
| (nl) Voormalige brouwerij Vondel                                                                                                |                       |                                  | Meulebeke         | Karel van Manderstraat 26   | 50° 57′ 01″ nord, 3° 17′ 29″ est | 90067               | Téléverser                                                                                        |
| (nl) Eenlaagsbebouwing |                       |                                  | Meulebeke         | Karel van Manderstraat 32   | 50° 57′ 03″ nord, 3° 17′ 29″ est | 90068               | Téléverser                                                                                        |
| (nl) Eenlaagsbebouwing |                       |                                  | Meulebeke         | Karel van Manderstraat 34   | 50° 57′ 03″ nord, 3° 17′ 29″ est | 90068               | Téléverser                                                                                        |
| (nl) Kleuterschool Sint-Lutgardis, Vrije Lagere School Sint-Amandus                                                             |                       |                                  | Meulebeke         | Karel van Manderstraat 35   | 50° 57′ 04″ nord, 3° 17′ 27″ est | 90069               | Téléverser                                                                                        |
| (nl) Eenlaagswoning |                       |                                  | Meulebeke         | Karel van Manderstraat 36   | 50° 57′ 03″ nord, 3° 17′ 29″ est | 90070               | Téléverser                                                                                        |
| (nl) Interbellumwoonhuis |                       |                                  | Meulebeke         | Karel van Manderstraat 38   | 50° 57′ 03″ nord, 3° 17′ 31″ est | 90071               | Téléverser                                                                                        |
| (nl) Eenlaagswoonhuis |                       |                                  | Meulebeke         | Karel van Manderstraat 54   | 50° 57′ 06″ nord, 3° 17′ 36″ est | 90072               | Téléverser                                                                                        |
| (nl) Tweewoonst |                       |                                  | Meulebeke         | Karel van Manderstraat 56   | 50° 57′ 06″ nord, 3° 17′ 37″ est | 90073               | Téléverser                                                                                        |
| (nl) Tweewoonst |                       |                                  | Meulebeke         | Karel van Manderstraat 58   | 50° 57′ 06″ nord, 3° 17′ 37″ est | 90073               | Téléverser                                                                                        |
| (nl) Gemeentelijke begraafplaats                                                                                                |                       |                                  | Meulebeke         | Karel van Manderstraat      | 50° 57′ 08″ nord, 3° 17′ 34″ est | 90074               | Téléverser                                                                                        |
| (nl) Neoclassicistisch breedhuis                                                                                                |                       |                                  | Meulebeke         | Kasteelstraat 7             | 50° 57′ 01″ nord, 3° 17′ 09″ est | 90075               | Téléverser                                                                                        |
| (nl) Neoclassicistisch burgerhuis                                                                                               |                       |                                  | Meulebeke         | Kasteelstraat 10            | 50° 57′ 02″ nord, 3° 17′ 07″ est | 90076               | Téléverser                                                                                        |
| (nl) Woonhuis |                       |                                  | Meulebeke         | Kasteelstraat 11            | 50° 57′ 01″ nord, 3° 17′ 08″ est | 90077               | Téléverser                                                                                        |
| (nl) Half vrijstaande woning in cottagestijl                                                                                    |                       |                                  | Meulebeke         | Kasteelstraat 15            | 50° 57′ 00″ nord, 3° 17′ 07″ est | 90078               | Téléverser                                                                                        |
| (nl) Laatclassicistische woonhuizen                                                                                             |                       |                                  | Meulebeke         | Kasteelstraat 16            | 50° 57′ 02″ nord, 3° 17′ 05″ est | 90079               | Téléverser                                                                                        |
| (nl) Laatclassicistische woonhuizen                                                                                             |                       |                                  | Meulebeke         | Kasteelstraat 18            | 50° 57′ 02″ nord, 3° 17′ 05″ est | 90079               | Téléverser                                                                                        |
| (nl) Laatclassicistisch woonhuis                                                                                                |                       |                                  | Meulebeke         | Kasteelstraat 17            | 50° 57′ 01″ nord, 3° 17′ 07″ est | 90080               | Téléverser                                                                                        |
| (nl) Laatclassicistisch woonhuis                                                                                                |                       |                                  | Meulebeke         | Kasteelstraat 19            | 50° 57′ 01″ nord, 3° 17′ 07″ est | 90080               | Téléverser                                                                                        |
| (nl) Laatclassicistisch woonhuis                                                                                                |                       |                                  | Meulebeke         | Kasteelstraat 21            | 50° 57′ 01″ nord, 3° 17′ 06″ est | 90081               | Téléverser                                                                                        |
| (nl) Woonwinkelhuis |                       |                                  | Meulebeke         | Kasteelstraat 31            | 50° 57′ 00″ nord, 3° 17′ 04″ est | 90082               | Téléverser                                                                                        |
| (nl) Half vrijstaand ensemble van twee woonhuizen in spiegelbeeldschema                                                         |                       |                                  | Meulebeke         | Kasteelstraat 48            | 50° 57′ 01″ nord, 3° 16′ 59″ est | 90083               | Téléverser                                                                                        |
| (nl) Half vrijstaand ensemble van twee woonhuizen in spiegelbeeldschema                                                         |                       |                                  | Meulebeke         | Kasteelstraat 50            | 50° 57′ 01″ nord, 3° 16′ 59″ est | 90083               | Téléverser                                                                                        |
| (nl) Half vrijstaand ensemble van twee woonhuizen                                                                               |                       |                                  | Meulebeke         | Kasteelstraat 51            | 50° 56′ 59″ nord, 3° 17′ 00″ est | 90084               | Téléverser                                                                                        |
| (nl) Half vrijstaand ensemble van twee woonhuizen                                                                               |                       |                                  | Meulebeke         | Kasteelstraat 53            | 50° 56′ 59″ nord, 3° 17′ 00″ est | 90084               | Téléverser                                                                                        |
| (nl) Half vrijstaand ensemble van twee woonhuizen                                                                               |                       |                                  | Meulebeke         | Kasteelstraat 60            | 50° 57′ 00″ nord, 3° 16′ 57″ est | 90085               | Téléverser                                                                                        |
| (nl) Half vrijstaand ensemble van twee woonhuizen                                                                               |                       |                                  | Meulebeke         | Kasteelstraat 62            | 50° 57′ 00″ nord, 3° 16′ 57″ est | 90085               | Téléverser                                                                                        |
| (nl) Woonwinkelpand |                       |                                  | Meulebeke         | Kasteelstraat 78            | 50° 56′ 59″ nord, 3° 16′ 53″ est | 90086               | Téléverser                                                                                        |
| (nl) Vrijstaande eengezinswoning in bungalowstijl                                                                               |                       |                                  | Meulebeke         | Kazantstraat 12             | 50° 57′ 47″ nord, 3° 17′ 00″ est | 90087               | Téléverser                                                                                        |
| (nl) Kleine, vermoedelijk 19de-eeuwse sluis gelegen over de Lapperbeek                                                          |                       |                                  | Meulebeke         | Kerkmeersstraat             | 50° 56′ 55″ nord, 3° 17′ 12″ est | 90088               | Téléverser                                                                                        |
| (nl) Kapel van Onze-Lieve-Vrouw van Fatima, ook gekend als kapel van de familie Verkinderen                                     |                       |                                  | Meulebeke         | Kleine Roeselarestraat      |                                  | 90089               | Téléverser                                                                                        |
| (nl) Hoeve Overdeve |                       |                                  | Meulebeke         | Kleine Roeselarestraat 1    | 50° 56′ 40″ nord, 3° 16′ 02″ est | 90090               | Téléverser                                                                                        |
| (nl) Interbellumhoeve |                       |                                  | Meulebeke         | Kleine Roeselarestraat 8    | 50° 56′ 44″ nord, 3° 15′ 56″ est | 90092               | Téléverser                                                                                        |
| (nl) Hoeve |                       |                                  | Meulebeke         | Kleine Roeselarestraat 12   | 50° 56′ 45″ nord, 3° 15′ 50″ est | 90093               | Téléverser                                                                                        |
| (nl) Voormalige chicorei-ast |                       |                                  | Meulebeke         | Kleine Roeselarestraat      | 50° 56′ 44″ nord, 3° 15′ 49″ est | 90094               | Téléverser                                                                                        |
| (nl) Hoeve |                       |                                  | Meulebeke         | Knorrebosstraat 5           | 50° 55′ 30″ nord, 3° 17′ 47″ est | 90095               | Téléverser                                                                                        |
| (nl) Hoeve |                       |                                  | Meulebeke         | Kraaimeersstraat 1          | 50° 56′ 49″ nord, 3° 19′ 22″ est | 90096               | Téléverser                                                                                        |
| (nl) Wegkruis |                       |                                  | Meulebeke         | Krekelstraat                | 50° 56′ 23″ nord, 3° 16′ 41″ est | 90097               | Téléverser                                                                                        |
| (nl) Onze-Lieve-Vrouwkapel, ook gekend als Baekelandts kapel, Kapel van de familie Rooze of Fraeyes kapel                       |                       |                                  | Meulebeke         | Krinkelstraat               |                                  | 90098               | Téléverser                                                                                        |
| (nl) Onze-Lieve-Vrouwekapel |                       |                                  | Meulebeke         | Krinkelstraat               | 50° 57′ 56″ nord, 3° 15′ 54″ est | 90099               | Téléverser                                                                                        |
| (nl) Hoeve |                       |                                  | Meulebeke         | Ledestraat 6                | 50° 56′ 23″ nord, 3° 20′ 02″ est | 90100               | Téléverser                                                                                        |
| (nl) Onze-Lieve-Vrouwekapel, ook gekend als kapel van de familie Vanooteghem                                                    |                       |                                  | Meulebeke         | Lostraat                    | 50° 57′ 14″ nord, 3° 20′ 19″ est | 90101               | Téléverser                                                                                        |
| (nl) Hoeve |                       |                                  | Meulebeke         | Maeneghemstraat 5           | 50° 57′ 58″ nord, 3° 15′ 41″ est | 90102               | Téléverser                                                                                        |
| (nl) Hoeve |                       |                                  | Meulebeke         | Maeneghemstraat 6           | 50° 58′ 11″ nord, 3° 16′ 20″ est | 90103               | Téléverser                                                                                        |
| (nl) Hoeve |                       |                                  | Meulebeke         | Maeneghemstraat 8           | 50° 58′ 07″ nord, 3° 16′ 03″ est | 90104               | Téléverser                                                                                        |
| (nl) Kapel van Onze-Lieve-Vrouw ter Ruste, ook gekend als kapel van Onze-Lieve-Vrouw Bezoeking of Marialoopkapel                |                       |                                  | Meulebeke         | Marialoopplaats             |                                  | 90105               | Téléverser                                                                                        |
| (nl) Half vrijstaand ensemble van twee woonhuizen                                                                               |                       |                                  | Meulebeke         | Marialoopplaats 17          | 50° 57′ 51″ nord, 3° 19′ 45″ est | 90106               | Téléverser                                                                                        |
| (nl) Half vrijstaand ensemble van twee woonhuizen                                                                               |                       |                                  | Meulebeke         | Marialoopplaats 19          | 50° 57′ 51″ nord, 3° 19′ 45″ est | 90106               | Téléverser                                                                                        |
| (nl) Voormalige pastorie met parochiaal centrum van Marialoop                                                                   |                       |                                  | Meulebeke         | Marialoopplaats 21          | 50° 57′ 50″ nord, 3° 19′ 44″ est | 90107               | Téléverser                                                                                        |
| (nl) Gedenkteken voor de militaire slachtoffers - Eerste en Tweede Wereldoorlog                                                 |                       |                                  | Meulebeke         | Marialoopplaats             | 50° 57′ 49″ nord, 3° 19′ 43″ est | 90108               | Téléverser                                                                                        |
| (nl) Kerk Sint-Leo en Onze-Lieve-Vrouw Bezoeking                                                                                |                       |                                  | Meulebeke         | Marialoopplaats             | 50° 57′ 48″ nord, 3° 19′ 43″ est | 90109               | (nl) Kerk Sint-Leo en Onze-Lieve-Vrouw Bezoeking                                                  |
| (nl) Half vrijstaand woonwinkelpand                                                                                             |                       |                                  | Meulebeke         | Marialoopplaats 23          | 50° 57′ 47″ nord, 3° 19′ 43″ est | 90110               | Téléverser                                                                                        |
| (nl) Woonhuis in neoclassicistische stijl                                                                                       |                       |                                  | Meulebeke         | Marialoopplaats 25          | 50° 57′ 47″ nord, 3° 19′ 44″ est | 90111               | Téléverser                                                                                        |
| (nl) 't Hoeveke, vrijstaand woonwinkelpand                                                                                      |                       |                                  | Meulebeke         | Marialoopplaats 40          | 50° 57′ 47″ nord, 3° 19′ 41″ est | 90112               | Téléverser                                                                                        |
| (nl) Kruisbeeld opgericht bij het voormalig Sint-Pietershof                                                                     |                       |                                  | Meulebeke         | Marialoopsteenweg           | 50° 57′ 34″ nord, 3° 18′ 09″ est | 90113               | Téléverser                                                                                        |
| (nl) Hoeve |                       |                                  | Meulebeke         | Marialoopsteenweg 43        | 50° 57′ 43″ nord, 3° 19′ 11″ est | 90114               | Téléverser                                                                                        |
| (nl) Achteringelegen voormalige tweewoonst                                                                                      |                       |                                  | Meulebeke         | Marialoopsteenweg 47        | 50° 57′ 47″ nord, 3° 19′ 11″ est | 90115               | Téléverser                                                                                        |
| (nl) Eenlaagswoning aan de straat                                                                                               |                       |                                  | Meulebeke         | Marialoopsteenweg 49        | 50° 57′ 45″ nord, 3° 19′ 19″ est | 90116               | Téléverser                                                                                        |
| (nl) Vrije kleuter- en lagere school Marialoop met voormalig kloostergebouw                                                     |                       |                                  | Meulebeke         | Marialoopsteenweg 53        | 50° 57′ 51″ nord, 3° 19′ 36″ est | 90117               | Téléverser                                                                                        |
| (nl) Vrije kleuter- en lagere school Marialoop met voormalig kloostergebouw                                                     |                       |                                  | Meulebeke         | Marialoopsteenweg 55        | 50° 57′ 51″ nord, 3° 19′ 36″ est | 90117               | Téléverser                                                                                        |
| (nl) Voormalige herberg De Landsman                                                                                             |                       |                                  | Meulebeke         | Marialoopsteenweg 62        | 50° 57′ 38″ nord, 3° 19′ 01″ est | 90118               | Téléverser                                                                                        |
| (nl) Voormalige maalderij |                       |                                  | Meulebeke         | Marialoopsteenweg 65        | 50° 57′ 54″ nord, 3° 19′ 39″ est | 90119               | Téléverser                                                                                        |
| (nl) Onze-Lieve-Vrouwekapel |                       |                                  | Meulebeke         | Marialoopsteenweg           | 50° 57′ 45″ nord, 3° 19′ 21″ est | 90120               | Téléverser                                                                                        |
| (nl) Voormalig Goet ten Ackere                                                                                                  |                       |                                  | Meulebeke         | Marialoopsteenweg 72        | 50° 57′ 44″ nord, 3° 19′ 22″ est | 90121               | Téléverser                                                                                        |
| (nl) Sint-Amanduskerk |                       |                                  | Meulebeke         | Markt                       | 50° 56′ 59″ nord, 3° 17′ 17″ est | 90122               | Téléverser                                                                                        |
| (nl) Beeld van Karel van Mander                                                                                                 |                       |                                  | Meulebeke         | Markt                       | 50° 56′ 57″ nord, 3° 17′ 19″ est | 90123               | Téléverser                                                                                        |
| (nl) Fontein |                       |                                  | Meulebeke         | Markt                       | 50° 56′ 57″ nord, 3° 17′ 17″ est | 90124               | Téléverser                                                                                        |
| (nl) Fontein met beeld De Beer of Habemus Ursum                                                                                 |                       |                                  | Meulebeke         | Markt                       | 50° 56′ 59″ nord, 3° 17′ 19″ est | 90125               | Téléverser                                                                                        |
| (nl) Gedenksteen toekenning van de Prijs Arthur Olivier aan de gemeente Meulebeke                                               |                       |                                  | Meulebeke         | Markt                       | 50° 57′ 00″ nord, 3° 17′ 19″ est | 90126               | Téléverser                                                                                        |
| (nl) Neoclassicistische brouwerswoning                                                                                          |                       |                                  | Meulebeke         | Markt 3                     | 50° 56′ 58″ nord, 3° 17′ 14″ est | 90127               | Téléverser                                                                                        |
| (nl) Voormalige herberg behorend bij de naastgelegen brouwerij                                                                  |                       |                                  | Meulebeke         | Markt 4                     | 50° 56′ 58″ nord, 3° 17′ 15″ est | 90128               | Téléverser                                                                                        |
| (nl) Voormalige herberg |                       |                                  | Meulebeke         | Markt 7                     | 50° 56′ 59″ nord, 3° 17′ 15″ est | 90129               | Téléverser                                                                                        |
| (nl) Den Olifant, herberg geopend in 1884                                                                                       |                       |                                  | Meulebeke         | Markt 8                     | 50° 56′ 59″ nord, 3° 17′ 13″ est | 90130               | Téléverser                                                                                        |
| (nl) Laatclassicistisch herenhuis                                                                                               |                       |                                  | Meulebeke         | Markt 9                     | 50° 57′ 00″ nord, 3° 17′ 16″ est | 90131               | Téléverser                                                                                        |
| (nl) Laatclassicistisch herenhuis                                                                                               |                       |                                  | Meulebeke         | Markt 11                    | 50° 57′ 01″ nord, 3° 17′ 17″ est | 90132               | Téléverser                                                                                        |
| (nl) 't Bloemerietje |                       |                                  | Meulebeke         | Markt 22                    | 50° 56′ 59″ nord, 3° 17′ 21″ est | 90133               | Téléverser                                                                                        |
| (nl) Woonwinkelpand |                       |                                  | Meulebeke         | Marktstraat 1               | 50° 57′ 01″ nord, 3° 17′ 18″ est | 90134               | Téléverser                                                                                        |
| (nl) Kunstenaarswoning |                       |                                  | Meulebeke         | Marktstraat 8               | 50° 57′ 02″ nord, 3° 17′ 19″ est | 90135               | Téléverser                                                                                        |
| (nl) Eenlaagswoning, restant van drie huisjes                                                                                   |                       |                                  | Meulebeke         | Marktstraat 13              | 50° 57′ 03″ nord, 3° 17′ 18″ est | 90136               | Téléverser                                                                                        |
| (nl) Tweewoonst |                       |                                  | Meulebeke         | Meentakstraat               | 50° 57′ 01″ nord, 3° 18′ 19″ est | 90137               | Téléverser                                                                                        |
| (nl) Neogotische kapel van Onze-Lieve-Vrouw van Vrede, ook gekend als kapel van de Vrede of kapel Maes                          |                       |                                  | Meulebeke         | Meentakstraat               |                                  | 90138               | Téléverser                                                                                        |
| (nl) Voormalige vlaskoopmanswoning                                                                                              |                       |                                  | Meulebeke         | Meentakstraat 35            | 50° 57′ 21″ nord, 3° 18′ 07″ est | 90139               | Téléverser                                                                                        |
| (nl) 't Hof ter Velde |                       |                                  | Meulebeke         | Meerlaanstraat 10           | 50° 57′ 19″ nord, 3° 15′ 45″ est | 90140               | Téléverser                                                                                        |
| (nl) Art-decogetint woonhuis met aanpalend bedrijfsgebouw                                                                       |                       |                                  | Meulebeke         | Nieuwstraat 12A             | 50° 57′ 06″ nord, 3° 17′ 06″ est | 90141               | Téléverser                                                                                        |
| (nl) Art-decogetint woonhuis met aanpalend bedrijfsgebouw                                                                       |                       |                                  | Meulebeke         | Nieuwstraat 14              | 50° 57′ 06″ nord, 3° 17′ 06″ est | 90141               | Téléverser                                                                                        |
| (nl) Interbellumwoonhuis |                       |                                  | Meulebeke         | Nieuwstraat 18              | 50° 57′ 06″ nord, 3° 17′ 05″ est | 90142               | Téléverser                                                                                        |
| (nl) La Roserie, woonhuis |                       |                                  | Meulebeke         | Nieuwstraat 22              | 50° 57′ 06″ nord, 3° 17′ 03″ est | 90143               | Téléverser                                                                                        |
| (nl) Neogotische kapel van Sint-Antonius van Padua                                                                              |                       |                                  | Meulebeke         | Nieuwstraat                 | 50° 57′ 03″ nord, 3° 17′ 03″ est | 90144               | Téléverser                                                                                        |
| (nl) Hoeve |                       |                                  | Meulebeke         | Ooigemstraat 49             | 50° 55′ 35″ nord, 3° 18′ 08″ est | 90145               | Téléverser                                                                                        |
| (nl) Café Middenstand, voorheen Bistrot                                                                                         |                       |                                  | Meulebeke         | Oostrozebekestraat 1        | 50° 56′ 58″ nord, 3° 17′ 21″ est | 90146               | Téléverser                                                                                        |
| (nl) Laatclassicistisch pand |                       |                                  | Meulebeke         | Oostrozebekestraat 30       | 50° 56′ 56″ nord, 3° 17′ 23″ est | 90147               | Téléverser                                                                                        |
| (nl) Laatclassicistisch pand |                       |                                  | Meulebeke         | Oostrozebekestraat 31       | 50° 56′ 54″ nord, 3° 17′ 27″ est | 90148               | Téléverser                                                                                        |
| (nl) N.V. Dubaere |                       |                                  | Meulebeke         | Oostrozebekestraat 59       | 50° 56′ 49″ nord, 3° 17′ 30″ est | 90149               | Téléverser                                                                                        |
| (nl) N.V. Dubaere |                       |                                  | Meulebeke         | Oostrozebekestraat 61       | 50° 56′ 49″ nord, 3° 17′ 30″ est | 90149               | Téléverser                                                                                        |
| (nl) Notariswoning in neoclassicistische stijl                                                                                  |                       |                                  | Meulebeke         | Oostrozebekestraat 64       | 50° 56′ 51″ nord, 3° 17′ 26″ est | 90150               | Téléverser                                                                                        |
| (nl) Woonhuis |                       |                                  | Meulebeke         | Oostrozebekestraat 74       | 50° 56′ 50″ nord, 3° 17′ 27″ est | 90151               | Téléverser                                                                                        |
| (nl) Eclectisch herenhuis ANNO 1908                                                                                             |                       |                                  | Meulebeke         | Oostrozebekestraat 78       | 50° 56′ 49″ nord, 3° 17′ 28″ est | 90152               | Téléverser                                                                                        |
| (nl) Kapel van Onze-Lieve-Vrouw van Lourdes, ook gekend als kapel van Loncke                                                    |                       |                                  | Meulebeke         | Oostrozebekestraat          | 50° 56′ 44″ nord, 3° 17′ 32″ est | 90153               | Téléverser                                                                                        |
| (nl) In oorsprong 18de-eeuwse hoeve                                                                                             |                       |                                  | Meulebeke         | Oostrozebekestraat 97       | 50° 56′ 42″ nord, 3° 17′ 36″ est | 90154               | Téléverser                                                                                        |
| (nl) Woonhuis met smidse |                       |                                  | Meulebeke         | Oostrozebekestraat 98       | 50° 56′ 43″ nord, 3° 17′ 32″ est | 90155               | Téléverser                                                                                        |
| (nl) Achter Fietsenhandel Leon Sagaert, tuin                                                                                    |                       |                                  | Meulebeke         | Oostrozebekestraat          | 50° 56′ 38″ nord, 3° 17′ 41″ est | 90156               | Téléverser                                                                                        |
| (nl) Wegkruis geplaatst tegen noordzijgevel van het huis nr. 224                                                                |                       |                                  | Meulebeke         | Oostrozebekestraat          | 50° 56′ 08″ nord, 3° 18′ 00″ est | 90157               | Téléverser                                                                                        |
| (nl) Wegpaaltje |                       |                                  | Meulebeke         | Oostrozebekestraat          | 50° 56′ 07″ nord, 3° 18′ 02″ est | 90158               | Téléverser                                                                                        |
| (nl) Eenlagig woonhuis met poortgebouw en kapel                                                                                 |                       |                                  | Meulebeke         | Oostrozebekestraat 287      | 50° 55′ 54″ nord, 3° 18′ 28″ est | 90159               | Téléverser                                                                                        |
| (nl) Hoeve |                       |                                  | Meulebeke         | Oostrozebekestraat 323      | 50° 55′ 53″ nord, 3° 18′ 50″ est | 90160               | Téléverser                                                                                        |
| (nl) Hof ter Poorten, hoeve met woonhuis gedateerd in zijpuntgevel 1787                                                         |                       |                                  | Meulebeke         | Oude Diksmuidse Boterweg 26 | 50° 56′ 43″ nord, 3° 18′ 04″ est | 90161               | Téléverser                                                                                        |
| (nl) In oorsprong omwalde hoeve                                                                                                 |                       |                                  | Meulebeke         | Oude Diksmuidse Boterweg 34 | 50° 56′ 42″ nord, 3° 18′ 22″ est | 90162               | Téléverser                                                                                        |
| (nl) Onze-Lieve-Vrouwkapel ook gekend als Dobbels kapel                                                                         |                       |                                  | Meulebeke         | Oude Diksmuidse Boterweg    | 50° 56′ 52″ nord, 3° 19′ 00″ est | 90163               | Téléverser                                                                                        |
| (nl) Sint-Jozefskapel opgericht in 1858                                                                                         |                       |                                  | Meulebeke         | Oude Gentstraat             | 50° 57′ 04″ nord, 3° 17′ 40″ est | 90164               | Téléverser                                                                                        |
| (nl) Goed te Barteloos, historische hoeve met imposante schuur, tabaksast en nieuw woonhuis                                     |                       |                                  | Meulebeke         | Oude Paanderstraat 4        |                                  | 90165               | Téléverser                                                                                        |
| (nl) Historische hoeve met oud woonhuis                                                                                         |                       |                                  | Meulebeke         | Oude Paanderstraat 6        | 50° 56′ 25″ nord, 3° 17′ 54″ est | 90166               | Téléverser                                                                                        |
| (nl) Vrijstaande eengezinswoning                                                                                                |                       |                                  | Meulebeke         | Oude Pittemstraat 23        | 50° 57′ 50″ nord, 3° 16′ 59″ est | 90167               | Téléverser                                                                                        |
| (nl) Onze-Lieve-Vrouwekapel ook gekend als Vannestes kapel                                                                      |                       |                                  | Meulebeke         | Oude Pittemstraat           | 50° 57′ 57″ nord, 3° 16′ 49″ est | 90168               | Téléverser                                                                                        |
| (nl) Calvariekruis |                       |                                  | Meulebeke         | Oude Pittemstraat           | 50° 57′ 38″ nord, 3° 16′ 59″ est | 90169               | Téléverser                                                                                        |
| (nl) Vrijstaande eengezinswoning                                                                                                |                       |                                  | Meulebeke         | Oude Pittemstraat 38        | 50° 57′ 46″ nord, 3° 17′ 06″ est | 90170               | Téléverser                                                                                        |
| (nl) Villa Zandvlugge, villa in art-decostijl                                                                                   |                       |                                  | Meulebeke         | Oude Pittemstraat 56        | 50° 57′ 59″ nord, 3° 16′ 59″ est | 90171               | Téléverser                                                                                        |
| (nl) Hoeve in het gehucht Steendam                                                                                              |                       |                                  | Meulebeke         | Oude Pittemstraat 58        | 50° 58′ 02″ nord, 3° 16′ 59″ est | 90172               | Téléverser                                                                                        |
| (nl) Hoeve |                       |                                  | Meulebeke         | Paanderstraat 9             | 50° 56′ 12″ nord, 3° 18′ 21″ est | 90173               | Téléverser                                                                                        |
| (nl) Kerk van het Onbevlekt Hart van Maria                                                                                      |                       |                                  | Meulebeke         | Paanderstraat 47            | 50° 56′ 19″ nord, 3° 18′ 39″ est | 90174               | Téléverser                                                                                        |
| (nl) Tegen de haag ingeplant Onze-Lieve-Vrouwekapelletje                                                                        |                       |                                  | Meulebeke         | Paanderstraat               | 50° 56′ 13″ nord, 3° 18′ 28″ est | 90175               | Téléverser                                                                                        |
| (nl) In tuin geplaatst recent kapelletje                                                                                        |                       |                                  | Meulebeke         | Paanderstraat               | 50° 56′ 25″ nord, 3° 19′ 02″ est | 90176               | Téléverser                                                                                        |
| (nl) Voormalige chicorei-ast en maalderij, thans Veevoederbedrijf Luc Buyse                                                     |                       |                                  | Meulebeke         | Paanderstraat 113           | 50° 56′ 27″ nord, 3° 19′ 04″ est | 90177               | Téléverser                                                                                        |
| (nl) Kruisbeeld |                       |                                  | Meulebeke         | Paanderstraat               | 50° 56′ 26″ nord, 3° 19′ 03″ est | 90178               | Téléverser                                                                                        |
| (nl) Woonhuis |                       |                                  | Meulebeke         | Paanderstraat 115           | 50° 56′ 27″ nord, 3° 19′ 07″ est | 90179               | Téléverser                                                                                        |
| (nl) Mogelijk de voormalige 18de-eeuwse herberg 't Scaeck, later den Cleenen Paender genoemd, met achterliggend bijgebouw       |                       |                                  | Meulebeke         | Paanderstraat 117           |                                  | 90180               | Téléverser                                                                                        |
| (nl) Wegkruis |                       |                                  | Meulebeke         | Paanderstraat               | 50° 56′ 27″ nord, 3° 19′ 13″ est | 90181               | Téléverser                                                                                        |
| (nl) Hoeve |                       |                                  | Meulebeke         | Paanderstraat 131           | 50° 56′ 19″ nord, 3° 19′ 49″ est | 90182               | Téléverser                                                                                        |
| (nl) Kapel van Onze-Lieve-Vrouw Troost in Nood, ook gekend als Beels kapel                                                      |                       |                                  | Meulebeke         | Paanderstraat               | 50° 56′ 19″ nord, 3° 19′ 51″ est | 90183               | Téléverser                                                                                        |
| (nl) Hoeve met woonhuis en voormalige mechanische zwingelarij                                                                   |                       |                                  | Meulebeke         | Paanderstraat 152           | 50° 56′ 25″ nord, 3° 19′ 30″ est | 90184               | Téléverser                                                                                        |
| (nl) Kapel van Maria Troosteres der Bedrukten                                                                                   |                       |                                  | Meulebeke         | Paanderstraat               | 50° 56′ 25″ nord, 3° 19′ 31″ est | 90185               | Téléverser                                                                                        |
| (nl) Gemeentepark |                       |                                  | Meulebeke         | 'T Park                     | 50° 56′ 55″ nord, 3° 17′ 17″ est | 90186               | Téléverser                                                                                        |
| (nl) Boomkapelletje |                       |                                  | Meulebeke         | Peerdestraat                | 50° 58′ 28″ nord, 3° 18′ 20″ est | 90187               | Téléverser                                                                                        |
| (nl) Woonhuis |                       |                                  | Meulebeke         | Pittemstraat 14             | 50° 57′ 07″ nord, 3° 17′ 18″ est | 90188               | Téléverser                                                                                        |
| (nl) Café Torenhof |                       |                                  | Meulebeke         | Pittemstraat 28             | 50° 57′ 09″ nord, 3° 17′ 16″ est | 90189               | Téléverser                                                                                        |
| (nl) Voormalig gemeentehuis |                       |                                  | Meulebeke         | Wetstraat 3                 | 50° 57′ 08″ nord, 3° 17′ 14″ est | 90190               | Téléverser                                                                                        |
| (nl) Eclectisch burgerhuis |                       |                                  | Meulebeke         | Pittemstraat 32             | 50° 57′ 10″ nord, 3° 17′ 16″ est | 90191               | Téléverser                                                                                        |
| (nl) Neoclassicistisch hoekpand                                                                                                 |                       |                                  | Meulebeke         | Pittemstraat 33             | 50° 57′ 09″ nord, 3° 17′ 14″ est | 90192               | Téléverser                                                                                        |
| (nl) Woonhuis |                       |                                  | Meulebeke         | Pittemstraat 43             | 50° 57′ 11″ nord, 3° 17′ 11″ est | 90193               | Téléverser                                                                                        |
| (nl) In oorsprong één woonhuis met achterliggend werkhuis                                                                       |                       |                                  | Meulebeke         | Pittemstraat 45             | 50° 57′ 11″ nord, 3° 17′ 10″ est | 90194               | Téléverser                                                                                        |
| (nl) In oorsprong één woonhuis met achterliggend werkhuis                                                                       |                       |                                  | Meulebeke         | Pittemstraat 47             | 50° 57′ 11″ nord, 3° 17′ 10″ est | 90194               | Téléverser                                                                                        |
| (nl) Neoclassicistisch woonhuis                                                                                                 |                       |                                  | Meulebeke         | Pittemstraat 50             | 50° 57′ 12″ nord, 3° 17′ 12″ est | 90195               | Téléverser                                                                                        |
| (nl) Neoclassicistisch herenhuis                                                                                                |                       |                                  | Meulebeke         | Pittemstraat 52             | 50° 57′ 12″ nord, 3° 17′ 11″ est | 90196               | Téléverser                                                                                        |
| (nl) Neoclassicistisch herenhuis                                                                                                |                       |                                  | Meulebeke         | Pittemstraat 53             | 50° 57′ 13″ nord, 3° 17′ 08″ est | 90197               | Téléverser                                                                                        |
| (nl) 's Heren-Hoofdkapel, in de volksmond ook gekend als Zeerhoofdkapelleke                                                     |                       |                                  | Meulebeke         | Pittemstraat                | 50° 57′ 18″ nord, 3° 16′ 56″ est | 90198               | Téléverser                                                                                        |
| (nl) Goed te Dierdonck, gerenoveerde historische                                                                                |                       |                                  | Meulebeke         | Pittemstraat 85             | 50° 57′ 21″ nord, 3° 16′ 57″ est | 90199               | Téléverser                                                                                        |
| (nl) Interbellumvilla |                       |                                  | Meulebeke         | Pittemstraat 86             | 50° 57′ 19″ nord, 3° 17′ 05″ est | 90200               | Téléverser                                                                                        |
| (nl) Voormalig neerhof van het Goed te Dierdonck, ook gekend als het Goed ten Dale, historische hoeve                           |                       |                                  | Meulebeke         | Pittemstraat 87             |                                  | 90201               | Téléverser                                                                                        |
| (nl) Diepergelegen hoeve |                       |                                  | Meulebeke         | Pittemstraat 94             | 50° 57′ 24″ nord, 3° 17′ 07″ est | 90202               | Téléverser                                                                                        |
| (nl) Brugje over de Devebeek |                       |                                  | Meulebeke         | Pittemstraat                | 50° 57′ 31″ nord, 3° 16′ 57″ est | 90203               | Téléverser                                                                                        |
| (nl) Gerenoveerd neoclassicistisch herenhuis                                                                                    |                       |                                  | Meulebeke         | Pittemstraat 100            | 50° 57′ 24″ nord, 3° 17′ 02″ est | 90204               | Téléverser                                                                                        |
| (nl) Voormalige chicorei-ast |                       |                                  | Meulebeke         | Pittemstraat                | 50° 57′ 55″ nord, 3° 16′ 42″ est | 90205               | Téléverser                                                                                        |
| (nl) Vrijstaande eengezinswoning in tuin                                                                                        |                       |                                  | Meulebeke         | Pittemstraat 129            | 50° 58′ 05″ nord, 3° 16′ 35″ est | 90206               | Téléverser                                                                                        |
| (nl) Vrijstaande eengezinswoning in tuin                                                                                        |                       |                                  | Meulebeke         | Pittemstraat 141            | 50° 58′ 09″ nord, 3° 16′ 33″ est | 90207               | Téléverser                                                                                        |
| (nl) Woonhuis met aanpalende vlasschuur                                                                                         |                       |                                  | Meulebeke         | Pittemstraat 156            | 50° 58′ 19″ nord, 3° 16′ 29″ est | 90208               | Téléverser                                                                                        |
| (nl) Woonhuis met aanpalende vlasschuur                                                                                         |                       |                                  | Meulebeke         | Pittemstraat 158            | 50° 58′ 19″ nord, 3° 16′ 29″ est | 90208               | Téléverser                                                                                        |
| (nl) Hoeve |                       |                                  | Meulebeke         | Poelvoordestraat 5          | 50° 58′ 21″ nord, 3° 18′ 48″ est | 90209               | Téléverser                                                                                        |
| (nl) Gedenkteken |                       |                                  | Meulebeke         | Randweg                     | 50° 56′ 57″ nord, 3° 16′ 51″ est | 90210               | Téléverser                                                                                        |
| (nl) Dokterspraktijk en woning, een herbouwing van twee bestaande woonhuizen                                                    |                       |                                  | Meulebeke         | Regentiestraat 5            | 50° 57′ 03″ nord, 3° 17′ 17″ est | 90211               | Téléverser                                                                                        |
| (nl) Neoclassicistisch burgerhuis                                                                                               |                       |                                  | Meulebeke         | Regentiestraat 7            | 50° 57′ 03″ nord, 3° 17′ 16″ est | 90212               | Téléverser                                                                                        |
| (nl) 't Oud Gemeentehuis, voormalig middeleeuws schepenhuis van Meulebeke met herberg                                           |                       |                                  | Meulebeke         | Regentiestraat 9            | 50° 57′ 03″ nord, 3° 16′ 48″ est | 90213               | Téléverser                                                                                        |
| (nl) Neoclassicistisch woonwinkelpand                                                                                           |                       |                                  | Meulebeke         | Regentiestraat 12           | 50° 57′ 04″ nord, 3° 17′ 16″ est | 90215               | Téléverser                                                                                        |
| (nl) Voormalige Afspanning De Drie Hoefijzers                                                                                   |                       |                                  | Meulebeke         | Regentiestraat 14           | 50° 57′ 04″ nord, 3° 17′ 15″ est | 90216               | Téléverser                                                                                        |
| (nl) In oorsprong samenstel van twee eclectische woonhuizen                                                                     |                       |                                  | Meulebeke         | Regentiestraat 16           | 50° 57′ 04″ nord, 3° 17′ 14″ est | 90217               | Téléverser                                                                                        |
| (nl) Woonst en bureel van architect Joan Devolder                                                                               |                       |                                  | Meulebeke         | Rijselstraat 2              | 50° 57′ 06″ nord, 3° 17′ 28″ est | 90218               | Téléverser                                                                                        |
| (nl) Voormalig magazijn van de in 1905 opgerichte gasinrichting                                                                 |                       |                                  | Meulebeke         | Rijselstraat                | 50° 57′ 08″ nord, 3° 17′ 28″ est | 90219               | Téléverser                                                                                        |
| (nl) Appartementsgebouw van drie bouwlagen                                                                                      |                       |                                  | Meulebeke         | Rijselstraat 6              | 50° 57′ 06″ nord, 3° 17′ 29″ est | 90220               | Téléverser                                                                                        |
| (nl) Gaaf bewaard restant van eenheidsbebouwing                                                                                 |                       |                                  | Meulebeke         | Rijselstraat 10             | 50° 57′ 06″ nord, 3° 17′ 29″ est | 90221               | Téléverser                                                                                        |
| (nl) Gaaf bewaard restant van eenheidsbebouwing                                                                                 |                       |                                  | Meulebeke         | Rijselstraat 8              | 50° 57′ 06″ nord, 3° 17′ 29″ est | 90221               | Téléverser                                                                                        |
| (nl) Historische, in oorsprong omwalde hoeve                                                                                    |                       |                                  | Meulebeke         | Robrechtegemstraat 2        | 50° 57′ 48″ nord, 3° 17′ 10″ est | 90222               | Téléverser                                                                                        |
| (nl) Sint-Amandusschool |                       |                                  | Meulebeke         | Schutterijstraat 6          | 50° 57′ 10″ nord, 3° 17′ 20″ est | 90223               | Téléverser                                                                                        |
| (nl) Onze-Lieve-Vrouwekapel |                       |                                  | Meulebeke         | Sint-Amandstraat            | 50° 55′ 31″ nord, 3° 18′ 40″ est | 90224               | Téléverser                                                                                        |
| (nl) Onze-Lieve-Vrouwekapel, ook gekend als Kapel aan 't Zwijntje                                                               |                       |                                  | Meulebeke         | Sint-Amandstraat            | 50° 55′ 24″ nord, 3° 18′ 14″ est | 90225               | Téléverser                                                                                        |
| (nl) Hoeve |                       |                                  | Meulebeke         | Sint-Amandstraat 18         | 50° 55′ 23″ nord, 3° 18′ 09″ est | 90226               | Téléverser                                                                                        |
| (nl) Vrije kleuter- en lagere school Sint-Antonius en kloostergebouw                                                            |                       |                                  | Meulebeke         | Sint-Antoniusstraat 3       | 50° 57′ 42″ nord, 3° 14′ 34″ est | 90227               | Téléverser                                                                                        |
| (nl) Parochiekerk Sint-Antonius van Padua, ook gekend als kerk van 't Veld of kerk van de Sneppen                               |                       |                                  | Meulebeke         | Sint-Antoniusstraat         |                                  | 90228               | (nl) Parochiekerk Sint-Antonius van Padua, ook gekend als kerk van 't Veld of kerk van de Sneppen |
| (nl) Voormalige noodkerk van de parochie Sint-Antonius van Padua                                                                |                       |                                  | Meulebeke         | Sint-Antoniusstraat 5       | 50° 57′ 45″ nord, 3° 14′ 33″ est | 90229               | Téléverser                                                                                        |
| (nl) Kapel van Onze-Lieve-Vrouw van Lourdes, ook gekend als de kapel van de familie Buyse                                       |                       |                                  | Meulebeke         | Slabancestraat              | 50° 57′ 51″ nord, 3° 00′ 00″ est | 90230               | Téléverser                                                                                        |
| (nl) Hoeve |                       |                                  | Meulebeke         | Slabancestraat 13           | 50° 57′ 46″ nord, 3° 16′ 22″ est | 90231               | Téléverser                                                                                        |
| (nl) Boomkapelletje in linde |                       |                                  | Meulebeke         | Spillebosstraat             | 50° 57′ 24″ nord, 3° 18′ 55″ est | 90232               | Téléverser                                                                                        |
| (nl) Hoeve waarvan de site minimaal tot de tweede helft van de 17de eeuw opklimt                                                |                       |                                  | Meulebeke         | Spillebosstraat 1           | 50° 57′ 26″ nord, 3° 18′ 55″ est | 90233               | Téléverser                                                                                        |
| (nl) Deel van voormalig magazijn                                                                                                |                       |                                  | Meulebeke         | Spoorweglaan 1              | 50° 57′ 12″ nord, 3° 17′ 06″ est | 90234               | Téléverser                                                                                        |
| (nl) Vrijstaand woonhuis |                       |                                  | Meulebeke         | Spoorweglaan 46             | 50° 57′ 02″ nord, 3° 16′ 45″ est | 90235               | Téléverser                                                                                        |
| (nl) Neoclassicistisch woonhuis                                                                                                 |                       |                                  | Meulebeke         | Statiestraat 10             | 50° 57′ 05″ nord, 3° 17′ 13″ est | 90236               | Téléverser                                                                                        |
| (nl) Neoclassicistisch woonwinkelpand                                                                                           |                       |                                  | Meulebeke         | Statiestraat 14             | 50° 57′ 05″ nord, 3° 17′ 13″ est | 90237               | Téléverser                                                                                        |
| (nl) Half vrijstaand interbellumwoonhuis                                                                                        |                       |                                  | Meulebeke         | Statiestraat 15             | 50° 57′ 05″ nord, 3° 17′ 11″ est | 90238               | Téléverser                                                                                        |
| (nl) Neoclassicistisch burgerhuis                                                                                               |                       |                                  | Meulebeke         | Statiestraat 16             | 50° 57′ 05″ nord, 3° 17′ 13″ est | 90239               | Téléverser                                                                                        |
| (nl) Interbellumpand |                       |                                  | Meulebeke         | Statiestraat 27             | 50° 57′ 06″ nord, 3° 17′ 10″ est | 90240               | Téléverser                                                                                        |
| (nl) Neoclassicistisch woonhuis                                                                                                 |                       |                                  | Meulebeke         | Statiestraat 28             | 50° 57′ 07″ nord, 3° 17′ 12″ est | 90241               | Téléverser                                                                                        |
| (nl) Woonhuis |                       |                                  | Meulebeke         | Statiestraat 30             | 50° 57′ 07″ nord, 3° 17′ 12″ est | 90242               | Téléverser                                                                                        |
| (nl) Fraai woonhuis in art-decostijl                                                                                            |                       |                                  | Meulebeke         | Statiestraat 34             | 50° 57′ 08″ nord, 3° 17′ 11″ est | 90243               | Téléverser                                                                                        |
| (nl) Woonhuis |                       |                                  | Meulebeke         | Statiestraat 36             | 50° 57′ 08″ nord, 3° 17′ 11″ est | 90244               | Téléverser                                                                                        |
| (nl) Samenstel van vier eclectische burgerhuizen                                                                                |                       |                                  | Meulebeke         | Statiestraat 49             | 50° 57′ 10″ nord, 3° 17′ 08″ est | 90245               | Téléverser                                                                                        |
| (nl) Samenstel van vier eclectische burgerhuizen                                                                                |                       |                                  | Meulebeke         | Statiestraat 51             | 50° 57′ 10″ nord, 3° 17′ 08″ est | 90245               | Téléverser                                                                                        |
| (nl) Eclectisch burgerhuis |                       |                                  | Meulebeke         | Statiestraat 57             | 50° 57′ 10″ nord, 3° 17′ 08″ est | 90246               | Téléverser                                                                                        |
| (nl) Hoeve |                       |                                  | Meulebeke         | Steenovenstraat 19          | 50° 57′ 39″ nord, 3° 19′ 42″ est | 90247               | Téléverser                                                                                        |
| (nl) Interbellumhoeve met voormalige maalderij                                                                                  |                       |                                  | Meulebeke         | Steenovenstraat 78          | 50° 56′ 45″ nord, 3° 20′ 00″ est | 90248               | Téléverser                                                                                        |
| (nl) Vrijstaande eengezinswoning in bungalowstijl                                                                               |                       |                                  | Meulebeke         | Steenovenstraat 107         | 50° 56′ 51″ nord, 3° 19′ 58″ est | 90249               | Téléverser                                                                                        |
| (nl) Kruisbeeld, ook gekend als Wallegems Kruis                                                                                 |                       |                                  | Meulebeke         | Steenovenstraat             | 50° 56′ 50″ nord, 3° 19′ 58″ est | 90250               | Téléverser                                                                                        |
| (nl) Hoeve |                       |                                  | Meulebeke         | Steenovenstraat 111         | 50° 56′ 42″ nord, 3° 20′ 05″ est | 90251               | Téléverser                                                                                        |
| (nl) Vrijstaande eengezinswoning in bungalowstijl                                                                               |                       |                                  | Meulebeke         | Ter Borchtlaan 11           | 50° 56′ 42″ nord, 3° 16′ 55″ est | 90252               | Téléverser                                                                                        |
| (nl) Neoclassicistisch woonhuis                                                                                                 |                       |                                  | Meulebeke         | Tieltstraat 4               | 50° 57′ 05″ nord, 3° 17′ 20″ est | 90253               | Téléverser                                                                                        |
| (nl) Neoclassicistisch woonhuis                                                                                                 |                       |                                  | Meulebeke         | Tieltstraat 8               | 50° 57′ 06″ nord, 3° 17′ 22″ est | 90254               | Téléverser                                                                                        |
| (nl) Samenstel van twee werkmanshuizen                                                                                          |                       |                                  | Meulebeke         | Tieltstraat 28              | 50° 57′ 08″ nord, 3° 17′ 25″ est | 90255               | Téléverser                                                                                        |
| (nl) Samenstel van twee werkmanshuizen                                                                                          |                       |                                  | Meulebeke         | Tieltstraat 30              | 50° 57′ 08″ nord, 3° 17′ 25″ est | 90255               | Téléverser                                                                                        |
| (nl) Woonhuis |                       |                                  | Meulebeke         | Tieltstraat 56              | 50° 57′ 11″ nord, 3° 17′ 31″ est | 90256               | Téléverser                                                                                        |
| (nl) Voormalige directeurswoning van het textielbedrijf Libeco-Lagae N.V.                                                       |                       |                                  | Meulebeke         | Tieltstraat 110             | 50° 57′ 24″ nord, 3° 17′ 49″ est | 90257               | Téléverser                                                                                        |
| (nl) Voormalige brouwerswoning                                                                                                  |                       |                                  | Meulebeke         | Tieltstraat 118             | 50° 57′ 25″ nord, 3° 17′ 53″ est | 90258               | Téléverser                                                                                        |
| (nl) Woonhuis |                       |                                  | Meulebeke         | Tieltstraat 133             | 50° 57′ 29″ nord, 3° 17′ 55″ est | 90259               | Téléverser                                                                                        |
| (nl) Architectenwoning van architect Albert Crop                                                                                |                       |                                  | Meulebeke         | Tieltstraat 135             | 50° 57′ 31″ nord, 3° 17′ 56″ est | 90260               | Téléverser                                                                                        |
| (nl) Diepergelegen boerenhuis                                                                                                   |                       |                                  | Meulebeke         | Tieltstraat 195             | 50° 58′ 17″ nord, 3° 18′ 13″ est | 90261               | Téléverser                                                                                        |
| (nl) Eclectisch woonhuis gebouwd ANNO - 1928                                                                                    |                       |                                  | Meulebeke         | Tieltstraat 217             | 50° 58′ 21″ nord, 3° 18′ 23″ est | 90262               | Téléverser                                                                                        |
| (nl) Voormalig café Oostende |                       |                                  | Meulebeke         | Veldstraat 31               | 50° 57′ 02″ nord, 3° 16′ 06″ est | 90263               | Téléverser                                                                                        |
| (nl) Voormalig café Oostende |                       |                                  | Meulebeke         | Veldstraat 33               | 50° 57′ 02″ nord, 3° 16′ 06″ est | 90263               | Téléverser                                                                                        |
| (nl) Hoeve met voormalig molenaarshuis                                                                                          |                       |                                  | Meulebeke         | Veldstraat 74               | 50° 56′ 59″ nord, 3° 16′ 38″ est | 90264               | Téléverser                                                                                        |
| (nl) Achteringelegen 18de-eeuwse hoeve met woonhuis gedateerd 1769                                                              |                       |                                  | Meulebeke         | Veldstraat                  | 50° 57′ 00″ nord, 3° 16′ 24″ est | 90265               | Téléverser                                                                                        |
| (nl) Wegkruis |                       |                                  | Meulebeke         | Veldstraat                  | 50° 57′ 14″ nord, 3° 15′ 27″ est | 90266               | Téléverser                                                                                        |
| (nl) Rosmolen, ook gekend als rosmolen Feys of rosmolen Velghe                                                                  |                       |                                  | Meulebeke         | Veldstraat                  | 50° 57′ 16″ nord, 3° 15′ 23″ est | 90267               | Téléverser                                                                                        |
| (nl) Goed te Hulsvelde, historische, omwalde en gerenoveerde hoeve                                                              |                       |                                  | Meulebeke         | Vierlindendreef 1           | 50° 55′ 57″ nord, 3° 17′ 36″ est | 90268               | Téléverser                                                                                        |
| (nl) Onze-Lieve-Vrouwekapel, ook Hulsveldkapel genoemd                                                                          |                       |                                  | Meulebeke         | Vierlindendreef             | 50° 56′ 06″ nord, 3° 17′ 50″ est | 90269               | Téléverser                                                                                        |
| (nl) Diepergelegen hoeve |                       |                                  | Meulebeke         | Vijfstraat 7                | 50° 58′ 11″ nord, 3° 18′ 36″ est | 90270               | Téléverser                                                                                        |
| (nl) Gerenoveerde hoeve |                       |                                  | Meulebeke         | Vijfstraat 10               | 50° 58′ 01″ nord, 3° 18′ 31″ est | 90271               | Téléverser                                                                                        |
| (nl) Haaks op de weg ingeplante eenlaagswoning                                                                                  |                       |                                  | Meulebeke         | Vijfstraat 22               | 50° 57′ 45″ nord, 3° 18′ 54″ est | 90272               | Téléverser                                                                                        |
| (nl) Achteringelegen, in oorsprong omwalde hoeve                                                                                |                       |                                  | Meulebeke         | Vijfstraat 27               | 50° 57′ 52″ nord, 3° 18′ 56″ est | 90273               | Téléverser                                                                                        |
| (nl) Dorpswoning |                       |                                  | Meulebeke         | Vossekotstraat 1            | 50° 57′ 47″ nord, 3° 19′ 45″ est | 90274               | Téléverser                                                                                        |
| (nl) Voormalige herbergen De Rooster/la Grille en Sint-Elooi                                                                    |                       |                                  | Meulebeke         | Vossekotstraat 2            | 50° 57′ 45″ nord, 3° 19′ 43″ est | 90275               | Téléverser                                                                                        |
| (nl) Voormalige herbergen De Rooster/la Grille en Sint-Elooi                                                                    |                       |                                  | Meulebeke         | Vossekotstraat 4            | 50° 57′ 45″ nord, 3° 19′ 43″ est | 90275               | Téléverser                                                                                        |
| (nl) Woonhuis in neoclassicistische stijl                                                                                       |                       |                                  | Meulebeke         | Vossekotstraat 12           | 50° 57′ 45″ nord, 3° 19′ 45″ est | 90276               | Téléverser                                                                                        |
| (nl) Gietijzeren kruis |                       |                                  | Meulebeke         | Vossekotstraat              | 50° 57′ 42″ nord, 3° 20′ 04″ est | 90277               | Téléverser                                                                                        |
| (nl) Hoeve |                       |                                  | Meulebeke         | Vossekotstraat 19           | 50° 57′ 47″ nord, 3° 20′ 01″ est | 90278               | Téléverser                                                                                        |
| (nl) Voormalige herberg |                       |                                  | Meulebeke         | Vossekotstraat 40           | 50° 57′ 41″ nord, 3° 20′ 11″ est | 90279               | Téléverser                                                                                        |
| (nl) Boerenarbeidershuisjes |                       |                                  | Meulebeke         | Vuilputstraat 14            | 50° 56′ 47″ nord, 3° 17′ 16″ est | 90280               | Téléverser                                                                                        |
| (nl) Boerenarbeidershuisjes |                       |                                  | Meulebeke         | Vuilputstraat 16            | 50° 56′ 47″ nord, 3° 17′ 16″ est | 90280               | Téléverser                                                                                        |
| (nl) Sint-Annakapel of Braevens kapel                                                                                           |                       |                                  | Meulebeke         | Vuilputstraat               | 50° 56′ 07″ nord, 3° 17′ 11″ est | 90281               | Téléverser                                                                                        |
| (nl) Achteringelegen historische hoeve                                                                                          |                       |                                  | Meulebeke         | Vuilputstraat 80            | 50° 56′ 05″ nord, 3° 17′ 05″ est | 90282               | Téléverser                                                                                        |
| (nl) Onze-Lieve-Vrouwekapel, ook Claerhouts kapel                                                                               |                       |                                  | Meulebeke         | Vuilputstraat               | 50° 55′ 55″ nord, 3° 17′ 15″ est | 90283               | Téléverser                                                                                        |
| (nl) Hoeve |                       |                                  | Meulebeke         | Vuilputstraat 90            | 50° 55′ 55″ nord, 3° 17′ 12″ est | 90284               | Téléverser                                                                                        |
| (nl) Kapelletje in voortuin van vernieuwde hoeve                                                                                |                       |                                  | Meulebeke         | Vuilputstraat               | 50° 55′ 48″ nord, 3° 17′ 14″ est | 90285               | Téléverser                                                                                        |
| (nl) Aan de oostzijgevel van nr. 106, kruisbeeld                                                                                |                       |                                  | Meulebeke         | Vuilputstraat               | 50° 55′ 34″ nord, 3° 17′ 12″ est | 90286               | Téléverser                                                                                        |
| (nl) Hoeve |                       |                                  | Meulebeke         | Vuilputstraat 110           | 50° 55′ 32″ nord, 3° 17′ 03″ est | 90287               | Téléverser                                                                                        |
| (nl) Woonhuis |                       |                                  | Meulebeke         | Wetstraat 4                 | 50° 57′ 09″ nord, 3° 17′ 13″ est | 90288               | Téléverser                                                                                        |
| (nl) Begraafplaats |                       |                                  | Meulebeke         | Wolvenstraat                | 50° 56′ 21″ nord, 3° 18′ 33″ est | 90289               | Téléverser                                                                                        |
| (nl) 't Valkenhof, hoeve |                       |                                  | Meulebeke         | Ingelmunstersteenweg 2      | 50° 56′ 47″ nord, 3° 16′ 30″ est | 90290               | Téléverser                                                                                        |
| (nl) Hoeve |                       |                                  | Meulebeke         | Kleine Roeselarestraat 28   | 50° 56′ 46″ nord, 3° 15′ 10″ est | 90291               | Téléverser                                                                                        |
| (nl) Dokterswoning |                       |                                  | Meulebeke         | Tieltstraat 21              | 50° 57′ 10″ nord, 3° 17′ 25″ est | 90292               | Téléverser                                                                                        |